# Бібліографія Миколи Костомарова
Існує принаймні дві друковані бібліографії творів Костомарова. Перша вийшла 1890-го року в Петербурзі, а друга — у Києві, в 2003-му.
Сторінка покликана зібрати всю літературу довкола Костомарова, за можливості вказуючи посилання на доступні в мережі твори та їхні перевидання.

## Власні твори

### Наукові твори

#### Статті
- Обзор сочинений, писанных на малороссийском языке [Архівовано 26 листопада 2018 у Wayback Machine.] (1843)[1]
- Иванъ Свирговській, украинський гетман XVI вѣка (1855)
- Мысли о федеративном начале в древней Руси / Основа, 1861 (січень).
- Две русские народности / Основа, 1861 (лютий).
- Риси народної південноруської історії (1861)
- Правда москвичам про Русь (1861)
- Доповнення до Правди москвичам про Русь (1862)
- Правда полякам о Руси (1861)
- О значении Великого Новгорода в русской истории
- Північноросійське народоправство (1863)
- Співець Митуса (1863)

#### Дослідження
- Славянская мифология. – Киев: Тип. И. Вальнера, 1847. – 113 c.
- Бунтъ Стеньки Разина (1859)
- Русскіе инородцы. Литовское племя и отношенія его къ русской исторіи.
- Богданъ Хмельницкій (1857; 1859; 1870[2])
- Сѣвернорусскія народоправства во времена удѣльно-вѣчевого уклада. Новгородъ — Псковъ — Вятка (1863)[3].
- Смутное время Московскаго Государства (1866—1867; 1868; 1883).
- Послѣдніе годы Рѣчи Посполитой (1869)[4].
- Русская Исторія въ жизнеописаніяхъ ея главнѣйшихъ дѣятелей (1873—1874; 1874—1876; 1879—1880;

(1886) ). 
- Руина. Историческая Монографія 1663—1687 (1879—1880; (1882) )[5].
- Мазепа. Историческая монографія (1882).

#### Рецензії
- "Чорна Рада, хроника 1663 года", П. Кулиша. "Проповѣди на малороссійскомъ языкѣ" протоіерея Гречудевича. // " Современникъ", т. 67, кн. 1, отд. 2, стр. 1-28.  [Архівовано 3 лютого 2021 у Wayback Machine.]

### Художні твори
- Сава Чалий [Архівовано 25 квітня 2019 у Wayback Machine.]
- Переяславська ніч [Архівовано 9 лютого 2021 у Wayback Machine.] (1841)
- Вірші (1859)
- Слава Чалий.
- Переяславська ніч.
- Загадка.
- Збірник творів Ієремії Галки (1875)
- Кудеяр (1875[6]; 1882[7]; 1896[8]) (український переклад — 1921; 1931 [Архівовано 8 лютого 2021 у Wayback Machine.]).
- Збірник творів Іеремії Галки. — Одеса, 1875. — 365 с.  [Архівовано 3 лютого 2021 у Wayback Machine.]
- Черниговка. Быль второй половины XVII века. Сочинение Николая Костомарова. – СПб., 1881; (український переклад —  1918 [Архівовано 8 лютого 2021 у Wayback Machine.])

### Публіцистичні твори
- Книга буття українського народу.

### Епістолярій
- Костомаров М., Франко І., Куліш П. Жидотрєпаніє (збірка листів Костомарова з приводу україно-жидівського питання). — К; МАУП 2005. — 424 с. ISBN 966-608-437-6

### Етнографічні матеріали
- Народні пісні, зібрані в західній частині Волинської губернії у 1844 році Миколою Костомаровим // Малорусский литературный сборник, 1859.

### Посмертні публікації
- Скотской бунт (Письмо малороссийского помещика к своему петербургскому приятелю). Посмертный очерк Н. И. Костомарова // Нива. — 1917. — № 34—37. — С. 546—553.
- Історія України в життєписах визначніших її діячів (1918)[9]
- Автобіографія (1922)
- Костомаров Н. И. Герои Смутного времени. — Берлин, 1922. — 160 c.
- Науково-публіцистичні і полемічні писання Костомарова : зібрані заходом Академ. комісії укр. історіографії / Іст. секція Всеукр. академії наук ; за ред. М. Грушевського. — [Київ] : Держ. вид-во України, 1928. — XXI, 315 с. [Архівовано 8 лютого 2021 у Wayback Machine.]
- Етнографічні писання Костомарова : зібрані заходом Акад. коміс. укр. історіографії / [М. І. Костомаров] ; за ред. М. Грушевського; Іст. секція Всеукр. акад. наук. – [Київ]: Держ. вид-во України, 1930. – XXIV, 352 c.  [Архівовано 9 березня 2022 у Wayback Machine.]
- Исторические произведения. Автобиография / Н. И. Костомаров; [сост. и авт. ист.-биогр. очерка В. А. Замлинский]. – Киев: Изд-во при Киев. гос. ун-те, 1989. – 734 c.  [Архівовано 9 березня 2022 у Wayback Machine.]

### Зібрання творів

#### У 12 томах
Костомаровъ Н. Историческія монографіи и изслѣдованія. — СПб.: Изданіе Д. Е. Кожанчикова, типографія Императорской Академіи Наукъ, 1863–1872. — Т. I—XII.
- Т. 1. (Зміст: Мысли о федеративномъ началѣ древней Русѣ; Черты народной южнорусской исторіи; Двѣ русскыя народности; Мистическая повѣсть о Нифоптѣ. Памятникъ русской литературы; Легенда о кровосмѣсителѣ; О значеніи Великаго Новгорода; Должно ли считать Бориса Годунова основатетемъ крѣпостнаго права?; Великорусскіе религіозные вольнодумцы въ XVI вѣкѣ. — Матвей Башкинъ и его соучастники Θеодосий Косой; Иванъ Сусанинъ. Историческое изслѣдованіе). – 1863. – 504 c.
- Т. 2. (Зміст: Иван Свирговский, Украинскій козацкій гетьман XVI вѣка; Гетманство Выговскаго; Бунтъ Стеньки Разина; По поводу мыслей свѣтскаго человѣка, о книгѣ Сельськое Духовенство). – 1863. – 392 c.
- Т. 3. (Зміст: Куликовская битва; Ливонская война; Южная Русь въ концѣ XVI вѣка: Глава 1-я. Подготовка церковной уніи. Глава 2-я. Бунты Косинскаго и Наливайки. Глава 3-я. Унія.; Литовская народная поэзія; Объ отношеныи русской исторіи къ географіи и этнографіи). – 1867. – 377 c.
- Т. 4: Смутное время Московского государства в начале XVII столетия (1604-1613). Т. 1. – 1125 с. – 1868. – 403 с.
- Т. 5: Смутное время Московского государства в начале XVII столетия. Т. 2, Царь Василий Шуйский и воры. — В типографии К. Вульфа, 1868. — 373 с.
- Т. 6: Смутное время Московского государства в начале XVII столетия. Т. 3, Московское разоренье. — В типографии К. Вульфа, 1868. — 344 с.
- Т. 7: История Новгорода, Пскова и Вятки во время удельно-вечевого уклада (севернорусские народоправства). т. 1. — В типографии К. Вульфа, 1868. — 419 с.
- Т. 8: История Новгорода, Пскова и Вятки во время удельно-вечевого уклада (севернорусские народоправства). т. 2. — В типографии К. Вульфа, 1868. — 448 с.
- Т. 9: Богдан Хмельницкий. Т. 1. — Издание 3-е, исправленное и дополненное. — В типографии А. К. Киркора, 1870. — 217 с.
- Т. 10: Богдан Хмельницкий. Т. 2. – 447 с.
- Т. 11: Богдан Хмельницкий. т. 3. — Издание 3-е, исправленное и дополненное. — В типографии А. К. Киркора, 1870. — 359 с.
- Т. 12. (Зміст: Начало единодержавия в Древней Руси ; Гетманство Юрия Хмельницкого ; Церковно-историческая критика в XVII веке ; История раскола у раскольников ; Воспоминания о молоканах). — 462, [2] с.

Пізніше надруковані томи:
- Костомаров Н. И. Исторические монографии и исследования: монография. Т. 13. Предания Первоначальной русской летописи - Санкт-Петербург: Типография М. О. Вольф, 1881.
- Костомаров, Н.И. Исторические монографии и исследования Т. 14. – Москва ; Санкт-Петербург : Типография М. О. Вольф, 1881. – 480 с.
- Костомаров Н. И. Исторические монографии и исследования: монография. Т. 15. Руина. Историческая монография. 1663-1687. – Санкт-Петербург: Типография М. О. Вольф, 1882.
- Костомаров Н. И. Исторические монографии и исследования: монография. Т. 16. Мазепа и мазепинцы - Санкт-Петербург: Тип. М.М. Стасюлевича, 1885.

Українські переклади вибраних томів:
- Історичні монографії Миколи Костомарова. Т. 4. Богдан Хмельницький, т. 3. [Архівовано 23 листопада 2020 у Wayback Machine.] — В Тернополі: З друк. Й. Павловського, 1889. – 186 с. — (Руська історична бібліотека / під ред. О. Барвінського ; т. 11).
- Історичні монографії Миколи Костомарова. Т. 5 : Богдан Хмельницький, т. 4. [Архівовано 8 лютого 2021 у Wayback Machine.] — В Тернополі: З друк. Й. Павловського, 1889. – 190 с. — (Руська історична бібліотека / під ред. О. Барвінського ; т. 12).
- Історичні монографії Миколи Костомарова. Т. 6 : Гетьманування Івана Виговського і Юрія Хмельницького. [Архівовано 23 листопада 2020 у Wayback Machine.] — В Тернополі: З друк. Й. Павловського, 1891. – 238 с. — (Руська історична бібліотека / під ред. О. Барвінського ; т. 13).
- Історичні монографії Миколи Костомарова. Т. 7 : Руїна, т. 1 : Гетьманування Брюховецького. [Архівовано 15 лютого 2021 у Wayback Machine.] — В Тернополі : З друк. Й. Павловського, 1892. – 156 с. — (Руська історична бібліотека / під ред. О. Барвінського ; т. 14).
- Історичні монографії Миколи Костомарова. Т. 8 : Руїна, т. 2 : Гетьманування Многогрішного. [Архівовано 29 листопада 2020 у Wayback Machine.] — У Львові : З друк. Наук. т-ва ім. Шевченка, під зарядом К. Беднарського, 1893. – 135 с. — (Руська історична бібліотека / під ред. О. Барвінського ; т. 15).
- Історичні монографії Миколи Костомарова. Т. 9 : Руїна, т. 2 : Гетьманування Самійловича. [Архівовано 29 листопада 2020 у Wayback Machine.] — У Львові : Голов. склад в книгарні Сайфарта і Чайковського, Ставропиг. ін-ту у Львові і у видавця у Львові, 1894. – 222 с. — (Руська історична бібліотека / під ред. О. Барвінського ; т. 16).
- Історичні монографії Миколи Костомарова. Т. 10 : Мазепа, ч. 1. [Архівовано 23 листопада 2020 у Wayback Machine.] — У Львові : Наук. т-во ім. Т. Г. Шевченка, 1895. – 295 с. — (Руська історична бібліотека / під ред. О. Барвінського ; т. 17).

#### У 8 книгах у 21 томах
Костомаров Н. И. Собрание сочинений. Кн. 1—8. — СПб., 1903—1906
- Костомаров Н. И. Исторические монографии и исследования: монография. Т. 13. Предания Первоначальной русской летописи - Санкт-Петербург: Типография М. О. Вольф, 1881
- Костомаров Н. И. Исторические монографии и исследования: монография. Т. 15. Руина. Историческая монография. 1663-1687 - Санкт-Петербург: Типография М. О. Вольф, 1882
- Костомаров Н. И. Исторические монографии и исследования: монография. Т. 16. Мазепа и мазепинцы - Санкт-Петербург: Тип. М.М. Стасюлевича, 1885
- Костомаров Н. И. Исторические монографии и исследования: монография. Т. 17-18. Последние годы Речи Посполитой - Санкт-Петербург: Тип. М.М. Стасюлевича, 1905
- Костомаров Н. И. Исторические монографии и исследования: монография. Т. 19-21 - Санкт-Петербург: Тип. М.М. Стасюлевича, 1906Костомаров Н. И. Исторические монографии и исследования: монография. Т. 13. Предания Первоначальной русской летописи - Санкт-Петербург: Типография М. О. Вольф, 1881
- Костомаров Н. И. Исторические монографии и исследования: монография. Т. 15. Руина. Историческая монография. 1663-1687 - Санкт-Петербург: Типография М. О. Вольф, 1882
- Костомаров Н. И. Исторические монографии и исследования: монография. Т. 16. Мазепа и мазепинцы - Санкт-Петербург: Тип. М.М. Стасюлевича, 1885
- Костомаров Н. И. Исторические монографии и исследования: монография. Т. 17-18. Последние годы Речи Посполитой - Санкт-Петербург: Тип. М.М. Стасюлевича, 1905
- Костомаров Н. И. Исторические монографии и исследования: монография. Т. 19-21 - Санкт-Петербург: Тип. М.М. Стасюлевича, 1906.